# Eumorphus tetraspilotus
Eumorphus tetraspilotus es una especie de coleóptero de la familia Endomychidae.

## Distribución geográfica
Habita en Sumatra, Tailandia, Singapur y en el norte de Borneo.